# Katharina Lutherová
Katharina Lutherová, rozená von Bora (29. ledna 1499 – 20. prosince 1552, Torgau) byla německá cisterciácká řeholnice, později manželka Martina Luthera. V protestantské tradici má velkou úlohu, protože její manželství s Martinem Lutherem určilo vzor protestantského rodinného života a bylo jedním z prvních manželství evangelických kněží. V luteránském kalendáři se její památka připomíná 20. prosince.

## Biografie
O jejím životě je známo poměrně málo, Pocházela ze zchudlé saské šlechtické rodiny. Jejím otcem byl Hans Mladší von Bora, pán z Lippendorfu, matkou Anna von Haugwitz. V roce 1504 byla odeslána za vzděláním do kláštera benediktinského řádu ve městě Brehna. V roce 1509 byla přijata do cisterciáckého kláštera Marienthron. Spolu s dalšími jeptiškami se seznámila s Lutherovým reformním hnutím a na Velikonoce roku 1523 s osmi z nich tajně z kláštera uprchla.
Katharina von Bora a Martin Luther uzavřeli manželství v roce 1525; byl mezi nimi věkový rozdíl šestnácti let. Žili pak v prostorách bývalého augustiniánského kláštera. Katharině se tam podařilo vytvořit prosperující zemědělskou usedlost a dosáhnout určitého blahobytu. Krom toho pomáhala bývalým jeptiškám v ošetřování nemocných. S Martinem Lutherem měli šest dětí, nadto se starali o čtyři sirotky. Po Lutherově smrti žila v chudých poměrech v různých městech, na útěku před válkou a morem. Její poslední slova údajně byla: „Držím se Krista tak jako trn oděvu.“

## Literární zpracování
- KOCH, Ursula: Růže ve sněhu, vyd. M. E. S. S., 2017 (česky)